# A Vida como Ela Era
A Vida como Ela Era é o álbum de estreia da banda de rock alternativo Hibernia, lançado de forma independente em 2009. De caráter introspectivo, o disco contém influências do britpop, além de bandas como Coldplay e U2.
Parte do chamado novo movimento, o trabalho foi eleito o 26º melhor disco da década de 2000, de acordo com lista publicada pelo Super Gospel.
| Críticas profissionais | Críticas profissionais |
| Avaliações da crítica  | Avaliações da crítica  |
| Fonte                  | Avaliação              |
| ---------------------- | ---------------------- |
| O Propagador           | 9/10                   |

## Faixas
Todas as músicas por Richard Lima e Renato Santana, exceto onde anotado
1. A Vida como Ela Era - 04:06
2. Além do que se Entende - 03:29
3. Vaidade - 03:55
4. Esses Olhos Seus - 05:08
5. Não Sei Fingir - 04:19
6. E Se Eu disser que Não - 05:47
7. Ulster (instrumental) - 01:33 (Richard Lima)
8. João - 03:46
9. Quem me Dera - 04:28
10. O Amor é o que me Basta - 04:48

## Créditos
- Gravação: Estúdio 3 (Aracaju) e Satélite (Vitória da Conquista)
- Mixagem e Masterização: Estúdio Satélite
- Produção Musical: Hibernia e Jonathan Valin
- Produção Executiva: Hibernia e Lucianna Oliveira
- Técnicos de Áudio: Franklin Oliveira e Cristiano Andrade
- Lead Vocal: Renato Santana
- Teclados e Programações: Richard Lima
- Guitarras e Violões: David Argolo
- Baixo: Alessandro Menezes
- Bateria: Marcelo Argolo
- Capa: Oliver Garcia
- Fotos: Vuela Atelier Fotográfico
- Revisão de Texto: Ingrid Kelly